# Isla Cabra (Filipinas)
Isla Cabra es la isla más occidental entre el Grupo del Archipiélago Lubang y es una isla-barangay de Lubang, en la provincia filipina de Mindoro Occidental. Con una longitud de alrededor de 2,8 millas (4,5 km) y cerca de 1,8 millas (2,9 km) en su parte más ancha, la isla tiene un terreno plano con la elevación más alta alcanzando alrededor de 200 pies. El complejo del faro se encuentra a unos 600 metros del extremo oeste de la isla.
La comunidad de Cabra fue establecida por los colonizadores españoles en 1885, el año en que se comenzó a construir el faro. Fue nombrado Cabra, debido a que los españoles vieron manadas de cabras cuando llegaron allí.